# Tanz ohne Ende
Tanz ohne Ende ist ein US-amerikanischer Tanzfilm aus dem Jahr 1947 von Henry Koster mit Margaret O’Brien und Cyd Charisse in den Hauptrollen. Der Film wurde von Metro-Goldwyn-Mayer produziert und basiert auf dem Roman La mort du Cygne von Paul Morand.

## Handlung
Die junge Ballerina Meg Merlin studiert an der Ballettschule der Metropolitan Opera in New York und verbringt lieber Stunden damit, den Tanzbewegungen ihres Idols Ariane Bouchet zuzuschauen, als an ihrem Unterricht teilzunehmen. Megs mangelnde Begeisterung für den Unterricht führt beinahe dazu, dass ihre Lehrerin sie von der Schule vertreibt, bis der freundliche Mr. Paneros, ein Freund von Megs Tante, eingreift. Eines Tages erfährt Meg während der Proben, dass die Schule die berühmte Ballerina Anna La Darina angeheuert hat, die vielen als „First Lady des Balletts“ bekannt ist. Meg glaubt fälschlicherweise, dass La Darina gekommen ist, um Ariane zu ersetzen, und beginnt, die neue Tänzerin zu demütigen und ihren Versuch, sich in der Schule einzuleben, zu sabotieren.
Meg beginnt ihren Feldzug, indem sie das Licht ausschaltet, als ein Fotograf versucht, Ariane und La Darina zu fotografieren. Megs Studienkollegin Phyllis Brigham erklärt, dass sie La Darina Ariane vorziehe, was Meg dermaßen in Wut versetzt, dass sie Phyllis schlägt. Meg wird für ihren Angriff auf Phyllis streng gerügt, dennoch setzt sie ihren Kampf gegen La Darina fort. Während einer Aufführung des Balletts „Schwanensee“ will Meg den Lichtschalter für La Darinas Soloszwne betätigen, drückt aber versehentlich den Falltürschalter. Ein Arzt stellt später fest, dass die Schäden an La Darinas Wirbelsäule infolge des Sturzes so schwerwiegend sind, dass sie wahrscheinlich nie wieder tanzen wird. Obwohl Meg beschlossen hat, ihre Missetat geheim zu halten, vermuten Phyllis und ihre Freundin Josie Devore, dass Meg die Schuldige ist, und erpressen sie. 
Nach einiger Zeit erkennt Meg, dass Ariane eine Egoistin ist, die sich mehr für Kleider und Ruhm als für das Ballett interessiert. Nachdem Ariane beschließt, das Ballett zu verlassen, um zu heiraten, kehrt La Darina schließlich als Ballettleiterin an die Schule zurück und interessiert sich besonders für Megs vielversprechende Talente. Während Meg und die freundliche La Darina Freundschaft schließen, unternimmt Meg mehrere erfolglose Versuche, ihre Verantwortung für La Darinas lähmenden Sturz zu gestehen. Eines Tages enthüllt Josie, eifersüchtig auf die Aufmerksamkeit, die Meg von La Darina bekommt, Megs Geheimnis. Als Meg erfährt, dass sie enttarnt wurde, rennt sie aus der Schule und sucht sich einen ruhigen Ort, um sich beschämt zu verstecken. Mr. Paneros findet Meg schließlich und sie vertraut sich ihm unter Tränen an. Nachdem Herr Paneros La Darina von Megs Geständnis erzählt, vergibt La Darina ihr.

## Hintergrund
Gedreht wurde der Film vom 1. Juli bis Anfang November 1946 in den MGM-Studios in Culver City.
Der Film war das Filmdebüt von Danny Thomas, zudem war er der erste Film, in dem Karin Booth, geboren als Katharine Hoffman und früher bekannt als Katharine Booth, unter ihrem neuen Namen auftrat. Neben Danny Thomas gab auch Lola Albright ihr Filmdebüt.
Daniel B. Cathcart und Cedric Gibbons oblag die künstlerische Leitung. Hugh Hunt und Edwin B. Willis waren für das Szenenbild zuständig, Helen Rose und Irene Gibbons für die Kostüme. Verantwortlicher Toningenieur war Douglas Shearer. Lothar Perl komponierte zusätzliche Musikstücke. Das Orchester wurde von Albert Sendrey geleitet.

## Veröffentlichung
Die Premiere des Films fand am 19. September 1947 statt. In der Bundesrepublik Deutschland wurde er am 13. August 1997 im deutschen Fernsehen ausgestrahlt.

## Kritiken
Der Filmkritiken-Aggregator Rotten Tomatoes hat in einer Auswertung von sechs Kritiken eine Zustimmungsrate von 67 Prozent errechnet. Das Publikumsergebnis hat sich bei 29 Prozent positiver Bewertungen eingependelt.
Die zeitgenössische Kritik fiel eher zurückhaltend aus. So nannte Bosley Crowther von der The New York Times den Film ein großes Spektakel des Show-Theaters, in dem die Geschichte ebenso glatt dekorativ sei wie die aufwendig inszenierten Ballette. Moira Walsh vom America Magazine beklagte, es gebe Stoff für ein eindringliches Drama, aber die Handlung werde von falschem Glamour, klebriger Sentimentalität und naiver Süße und Leichtigkeit durchdrungen. Die auffallende visuelle Schönheit, verstärkt durch Technicolor, sei das große Plus dieses Familienfilmes.
Hervorgehoben wurde das Filmdebüt von Danny Thomas. Jack Moffitt schrieb im Magazin Esquire, es gebe einen Charakter, den niemand missen möchte. Sein Name sei Danny Thomas und er sei gut. Er sei ein Komiker mit Sympathie und Herzensinteresse.
Das Lexikon des internationalen Films schrieb: „Ballettfilm mit zahlreichen Tanznummern, in hübsche Bilder verpackt und ansprechend gespielt.“
Die Filmzeitschrift Cinema befand: „Zuckersüß, aber ziemlich banal.“

## Auszeichnungen
Beim Locarno Film Festival 1948 wurde Robert Surtees für die beste Farbkamera ausgezeichnet. Henry Koster wurde für den Leoard für die beste Regie nominiert.